# Hedysarum enaffae
Hedysarum enaffae är en ärtväxtart som beskrevs av Sultanova. Hedysarum enaffae ingår i släktet buskväpplingar, och familjen ärtväxter. Inga underarter finns listade i Catalogue of Life.